# David Ely
David Ely (eigentlich David Eli Lilienthal; geboren am 19. November 1927 in Chicago) ist ein amerikanischer Schriftsteller und Journalist. Er ist bekannt durch seine Psychothriller und Science-Fiction.

## Leben
Ely begann 1944 ein Studium an der University of North Carolina. Von 1945 bis 1946 diente er in der United States Navy. Nach dem Militärdienst setzte er das Studium in Harvard fort, wo er 1949 mit dem Bachelor abschloss, danach arbeitete er als Reporter beim St. Louis Post-Dispatch in St. Louis. 1950 bis 1952 diente er erneut bei der United States Army, danach arbeitete er weiter bis 1956 für den St. Louis Post-Dispatch. Von 1954 bis 1955 war er mit einem Fulbright-Stipendium am St Antony’s College in Oxford. Von 1956 bis 1959 war er Verwaltungsangestellter bei der Development and Resources Corporation in New York.
Ende der 1950er Jahre begann er zu schreiben. 1961 erschien eine erste Erzählung, Court of Judgment, in dem SF-Magazin Fantastic. 1963 erschien ein erster Roman, Trot, in dem der Titelheld Sergeant Trot, ein Ermittler des CID im Paris der Nachkriegszeit sich plötzlich auf die andere Seite gestellt und gezwungen sieht, sich mit den Kriminellen zu verstecken, gegen die er zuvor ermittelt hat.
Sein im gleichen Jahr erschienener zweiter Roman Seconds wurde 1966 von John Frankenheimer mit Rock Hudson in der Hauptrolle verfilmt (deutscher Titel: Der Mann, der zweimal lebte). Darin geht es um eine Organisation, die Männer mittleren Alters in junge Schönlinge verwandelt, was für diese zunächst die erwartbar erfreuliche Wirkung hat, sie aber dann in existentielle Konflikte bringt.
1963 wurde seine Kurzgeschichte The Sailing Club mit dem Edgar Allan Poe Award ausgezeichnet, für The Light in the Cottage (1974) und Going Backward (1978) wurde Ely nominiert.
Mehrere seiner Romane wurden ins Deutsche übersetzt, der Roman Seconds und die Storysammlung Time Out auch ins Niederländische.

## Bibliographie
Romane
- Trot: A Novel of Suspense (1963)
  - Deutsch: Der Fall Trot. Übersetzt von Werner von Grünau. Droemer/Knaur, München & Zürich 1965.
- Seconds (1963)
  - Deutsch: Das vertauschte Leben. Übersetzt von Werner von Grünau. Droemer/Knaur, München & Zürich 1964.
- The Tour (1967)
  - Deutsch: Die Tour nach Santomaso. Übersetzt von Helmut Lindemann. G. B. Fischer, Frankfurt a. M. 1968.
- Poor Devils (1970)
  - Deutsch: Arme Teufel. Übersetzt von Peter Naujack. Rio-Verlag, Zürich 1993, ISBN 3-9520059-5-9.
- Walking Davis (1972)
- Mr. Nicholas (1975)
- A Journal of the Flood Year (1992)

Sammlungen
- Time Out (1968)
- Always Home and Other Stories (1991)

Kurzgeschichten
- Court of Judgment (1961)
- The Last Friday in August (1961)
- The Alumni March (1962)
- The Sailing Club (1962)
- The Wizard of Light (1962)
- The Human Factor (1963)
- McDaniels' Flood (1963)
- The Captain's Boarhunt (1964)
- The Academy (1965)
- An Angel of Mercy (1968)
- Countdown (1968)
- Creatures of the Sea (1968)
- Dolley Madison in Peru (1968)
- Living in Sin (1968)
- Neighbors (1968)
- One Sunday After Church (1968)
- The Evening Guests (1968)
- The Glory of G. O’D.. (1968)
- The Interview (1968)
- The Persecution of the Colonel (1968)
- Time Out (1968)
  - Deutsch: Aus! Eine Atomkatastrophengeschichte. Übersetzt von Felix Gasbarra. Mit 8 Collagen von Horst Hussel. Diogenes-Taschenbücher #32, 1972, ISBN 3-257-20036-6.
- The Assault on Mount Rushmore (1969)
- The Carnival (1971)
- The Light in the Cottage (1974)
- Starling's Circle (1976)
- The Running Man (1976)
- The Weed Killer (1977)
- Going Backward (1978)
- The Temporary Daughter (1978)
- The Rich Girl (1978)
- The Looting of the Tomb (1979)
- The Marked Man (1979)
- Methuselah (1980)